# Omnivoriphylus
Omnivoriphylus is een geslacht van wantsen uit de familie van de Miridae (Blindwantsen). Het geslacht werd voor het eerst wetenschappelijk beschreven door Schuh & Schwartz in 2016.

## Soorten
Het genus bevat de volgende soorten:

- Omnivoriphylus boiada Schuh & Schwartz, 2016
- Omnivoriphylus charleville Schuh & Schwartz, 2016
- Omnivoriphylus frankenii Schuh & Schwartz, 2016
- Omnivoriphylus mangaensis Schuh & Schwartz, 2016
- Omnivoriphylus wanarra Schuh & Schwartz, 2016